# Granarolo dell'Emilia
Granarolo dell'Emilia là một đô thị ở tỉnh Bologna vùng Emilia-Romagna của Ý, có vị trí khoảng 10 km về phía đông bắc của Bologna. It has c. 9.000 inhabitants.
Granarolo dell'Emilia giáp các đô thị sau: Bentivoglio, Bologna, Budrio, Castel Maggiore, Castenaso, Minerbio.